# Scottie Pippen
Scotty Maurice Pippen Sr. (Hamburg, Arkansas, 1965. szeptember 25. –) visszavonult amerikai kosárlabdázó, az NBA-ben szereplő Chicago Bulls csapatában játszott. 

## Pályafutása
A Bulls-szal 6 bajnoki címet szerzett, emellett kiemelkedő szerepet vállalt a Bulls 1995-96-os szezonban felállított 72-10-es alapszakasz mérlegéhez. Pippen, Michael Jordan társaságában szinte teljesen átalakították a kosárlabdát, a Bulls csapatát bajnokcsapattá tették és az egész NBA-nek világhírt tudtak szerezni az 1990-es években.
Az egyik legjobb alacsonybedobóként a ligában, 8 alkalommal választották be a szezon legjobb védőcsapatába, és az All-NBA első csapatba 3 alkalommal, 7 alkalommal vett All-Star gálákon, amelyek közül 1994-ben az MVP címet is elhódította. Az NBA történetének 50 legnagyobb játékosa közé is beválasztották az 1996-97-es szezon alatt, és egyike annak a négy játékosnak akiknek a mezszámát a Chicago Bulls visszavonultatta (a másik három játékos Jerry Sloan, Bob Love és Michael Jordan). Kulcsember volt mind az 1992-es, mind az 1996-os Bulls bajnokcsapatában, ezt a két csapatot tartják az NBA történetének legjobbjainak.
17 éves karrierje során 12 évet a Chicago Bullsban töltött, egyet a Houston Rocketsnél és négyet a Portland Trail Blazersnél.
Pippen az egyetlen olyan játékos, aki kétszer tudott ugyanabban az évben olimpia bajnok- és NBA bajnok is lenni (1992, 1996). Tagja volt az 1992. évi nyári olimpiai játékokon szereplő amerikai kosárlabda-válogatottnak amelyet a mai napig csak "Dream Team"-ként emlegetnek a kosárvilágban, amely a mérkőzéseken ellenfeleit átlagosan 44 ponttal tudta legyőzni. Pippen szintén kulcsfontosságú szereplő volt az 1996. évi nyári olimpiai játékokon együttvéve a korábbi tagokkal mint Karl Malone, John Stockton és Charles Barkley valamint az új csapattársakkal mint Penny Hardaway vagy Grant Hill. Mindkettő évben a 8-as mezszámot viselte.
Pippent kétszer választották be Naismith Kosárlabda Hírességek Csarnoka tagjai közé, a kiemelkedő karrierje, valamint a "Dream Team" szereplése eredményeként. Erre az eseményre 2010. augusztus 13-án került sor. A Bulls a 33-as mezszámát 2005. november 8-án vonultatta vissza, míg egyetemi csapata, a Central Arkansas az ugyancsak 33-as mezszámot 2010. január 21-én vonta ki a birtokolható mezszámok közül.
Fia, Scotty Pippen Jr. szintén kosárlabdázó.